# Всесвіт з нічого
Всесвіт із нічого: чому існує щось, а не ніщо (англ. A Universe from Nothing: Why There Is Something Rather than Nothing) — науково-популярна книга фізика Лоуренса Краусса, вперше опублікована 10 січня 2012 року видавництвом Free Press. Книга обговорює сучасну космогонію та її значення для питання про існування Бога. Вона доходить висновку, що Всесвіт (і сам простір) міг виникнути і ймовірно виник із нічого й може знову перетворитись на ніщо за допомогою процесів, які можуть бути зрозумілими й не вимагають жодного зовнішнього контролю.

## Публікація
Книга закінчується післямовою Річарда Докінза, в якій він порівнює книгу з «Походженням видів» — порівняння, яке сам Краусс назвав «претензійним». Крістофер Гітченс погодився написати передмову до книги перед своєю смертю, але був надто хворий, щоб завершити її. Для написання книги Краусс розширив матеріал зі своєї лекції про космологічні наслідки моделі розширюваного плоского Всесвіту, яку він прочитав для Фонду Річарда Докінза на конференції Міжнародного альянсу атеїстів 2009 року. 29 січня 2012 року книга потрапила до списку бестселерів «Нью-Йорк таймс».

## Відгуки

### Схвальні
Калеб Шарф, який писав у «Nature», сказав, що «цій чудовій історії було б легко скотитись у самовихваляння, але Краусс керує нею тверезо й витончено».
Рей Джаявардхана з Торонтського університету написав для «The Globe and Mail», що Краусс «дає жваву, швидку мандрівку сучасною космологією та її міцними підвалинами в астрономічних спостереженнях і теорії фізики частинок», і що він «переконливо доводить, що головне питання про походження космосу — як щось, а саме Всесвіт, могло виникнути з нічого — належить до сфери науки, а не теології чи філософії».
Майкл Брукс писав у «New Scientist»: «Краусс проповідуватиме лише наверненим. Тим не менш, ми маємо радіти, що нам проповідують так розумно. Цього не можна сказати про післямову Докінза, яка є водночас зайвою й безглуздою».

### Критичні
Джордж Елліс в інтерв'ю «Scientific American» сказав, що «Краусс не розглядає питання про те, чому існують закони фізики, чому вони мають таку форму або в якому вигляді вони існували до появи Всесвіту (у що він має вірити, якщо вірить, що вони привели до існування Всесвіту). Хто або що придумав принципи симетрії, лагранжіани, конкретні групи симетрії, калібровочні теорії і так далі? Він навіть не починає відповідати на ці запитання». Елліс також розкритикував філософську точку зору книги, зауваживши, що «це дуже іронічно, коли він каже, що філософія — нісенітниця, а потім сам намагається філософствувати».
У «Нью-Йорк таймс» фізик та філософ науки Девід Альберт сказав, що книга не відповідає своїй назві. Він вважає, що Краусс неправильно використовує термін «ніщо», оскільки, якщо матерія походить від релятивістських квантових полів, виникає питання, звідки взялися ці поля, які Краусс не обговорює.
Коментуючи філософські дебати, викликані книгою, фізик Шон Керролл запитав: «Чи допомагають досягнення сучасної фізики та космології вирішити ці фундаментальні питання, — чому взагалі існує щось, що ми називаємо Всесвітом, і чому існують речі, які ми називаємо „законами фізики“, і чому ці закони, як нам здається, мають форму квантової механіки, і чому саме певна хвильова функція та гамільтоніан? Одним словом: ні. Я не бачу, як вони могли б допомогти».